# 中潭路駅
中潭路駅（ちゅうたんろ-えき）は、中華人民共和国上海市普陀区にある、上海軌道交通3号線と4号線の駅。宝山路駅から虹橋路駅の区間は、3号線と4号線が線路を共有している。

## 歴史
- 2000年12月26日 - 3号線の駅として開業。
- 2005年12月31日 - 4号線開通に伴い、3号線と4号線の共用駅となる[1]。

## 駅構造

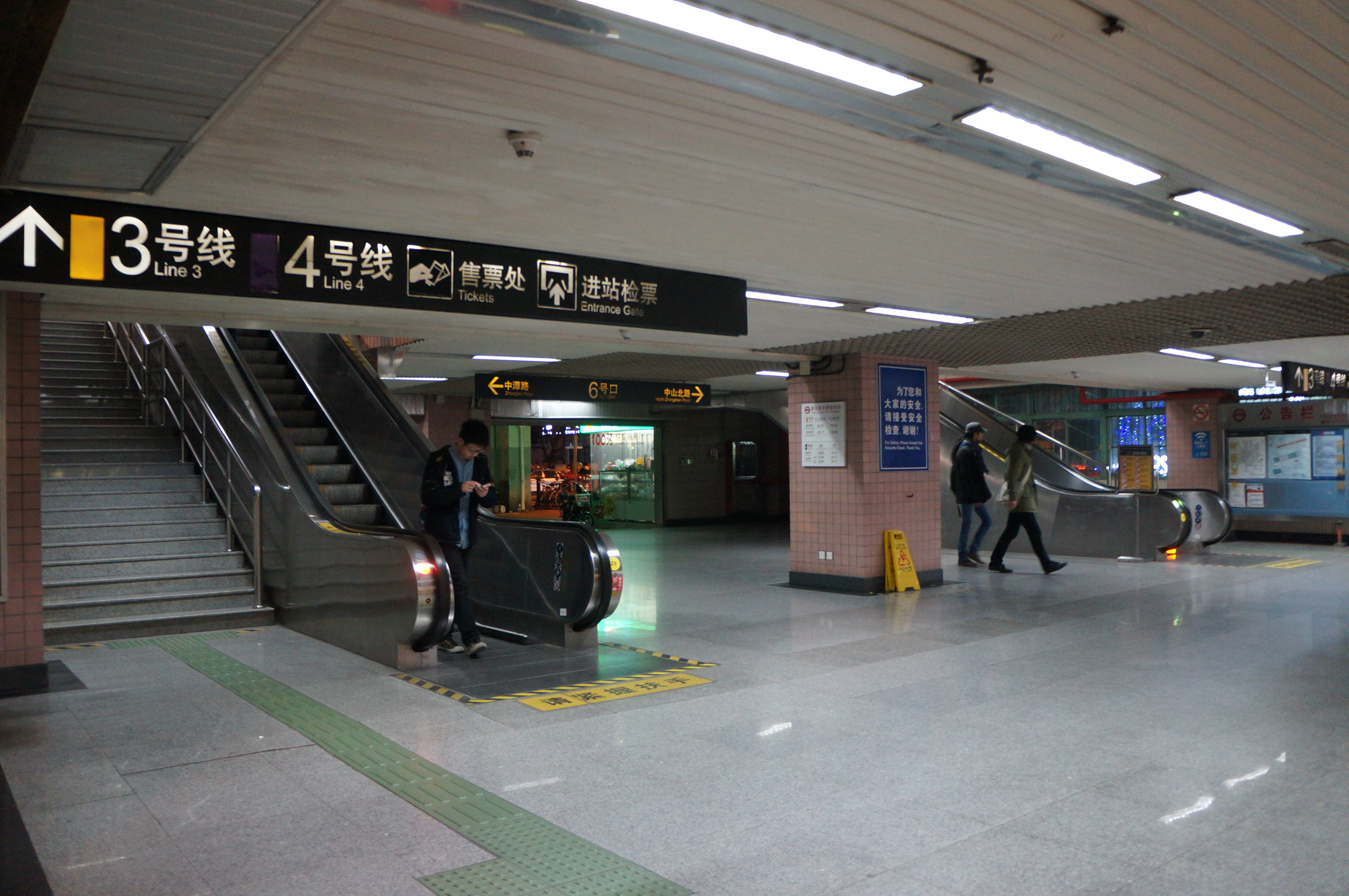
改札階コンコース

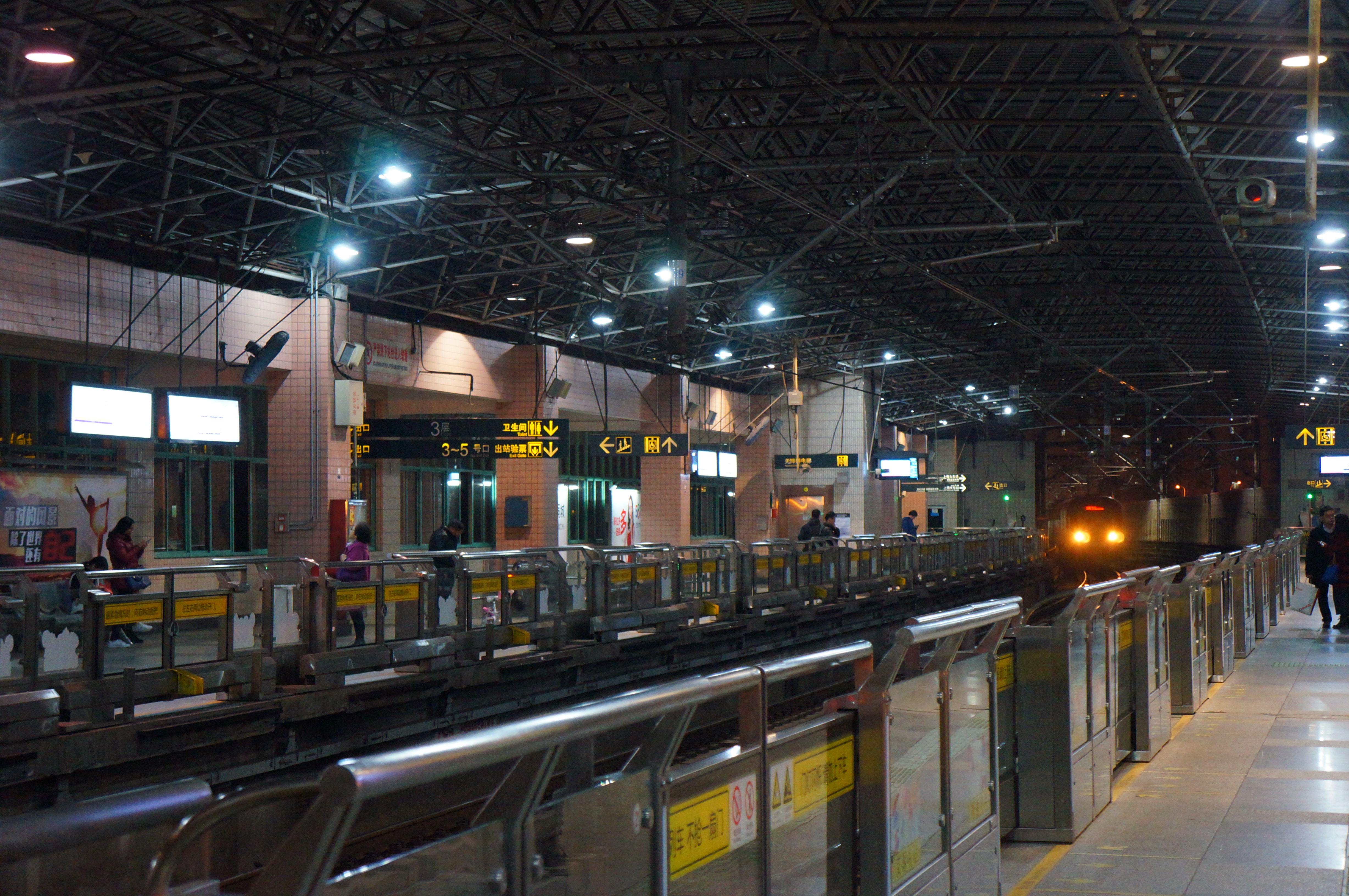
プラットホーム

高架駅。2階がコンコース階、3階がホーム階である。相対式ホーム2面2線を有しており、可動式ホーム柵を完備している。駅の上海火車站駅側には渡り線があり、当駅で上海火車站駅から来た車両を折返しさせる事が出来る。

### のりば
※案内上ののりば番号は設定されていない。
| 番線           | 路線  | 行先                                 | 備考 |
| -------------- | ----- | ------------------------------------ | ---- |
| 南方面・外回り | 3号線 | 中山公園・宜山路・上海南站方面       |      |
| 南方面・外回り | 4号線 | 中山公園・宜山路・上海体育館方面     |      |
| 北方面・内回り | 3号線 | 上海火車站・虹口足球場・江楊北路方面 |      |
| 北方面・内回り | 4号線 | 上海火車站・世紀大道・西蔵南路方面   |      |

## 駅周辺
- 中遠两湾城（中国語版）
- 万業遠景大厦
- 中山北路（中国語版）
- 蘇州河
- 蘇州河梦清園環保主題公園（中国語版）

## バス路線
駅周辺に中山北路中潭路（枢纽站）バス停がある。
- 64路：南浦大橋（中国語版）⇌中山北路中潭路
- 76路：凱旋路宜山路⇌中山北路中潭路
- 105路：中山北路中潭路⇌定邊路桃浦路
- 561路：中山北路中潭路⇌金耀路鶴霞路
- 陸安線（高速）：中山北路中潭路⇌澤普路新源路
- 陸安線（高速）B：中山北路中潭路⇌黄渡汽車站

## 隣の駅
上海軌道交通
 3号線
鎮坪路駅 - 中潭路駅 - 上海火車站
 4号線
鎮坪路駅 - 中潭路駅 - 上海火車站